# Цюрупинська районна рада
Олешківська райо́нна ра́да — районна рада Олешківського району Херсонської області. Адміністративний центр — смт Олешки.

## Склад ради
Загальний склад ради: 30 депутатів.

### Голова
Снігур Лариса Олександрівна (нар. 1959) — голова Олешківської районної ради від 31 жовтня 2010 року (на другому терміні).

#### Голови районної ради (з 2006 року)
| ПІБ                         | Основні відомості                                                               | Дата обрання | Дата звільнення |
| --------------------------- | ------------------------------------------------------------------------------- | ------------ | --------------- |
| Папуша Дмитро Стратійович   | Голова районної ради, 1953 року народження, член «Народної партії»              | 26.03.2006   | 31.10.2010      |
| Снігур Лариса Олександрівна | Голова районної ради, 1959 року народження, освіта вища, член «Партії регіонів» | 31.10.2010   |                 |

Примітка: таблиця складена за даними джерела